# Venia legendi
Venia legendi (z łac.) – prawo do prowadzenia wykładów przez niesamodzielnych pracowników naukowych ze stopniem doktora lub ewentualnie z tytułem zawodowym magistra lub równoważnym. Normalne prawo do prowadzenia wykładu na uczelni przysługiwało jedynie naukowcowi z habilitacją. Venia legendi nadawane jest na podstawie Decyzji Rady Wydziału (ewentualnie innej jednostki organizacyjnej), z reguły na czas określony. Samodzielni pracownicy nauki z mocy ustawy posiadają prawo wykładania, a dodatkowo obowiązek kształcenia kadry naukowej (czyli doktorantów).